# Nyimba
Nyimba – miasto w Zambii, w Prowincji Wschodniej. Według danych szacunkowych na rok 2010 liczy 1.634 mieszkańców.